# Aistė Smilgevičiūtė
Aistė Smilgevičiūtė (født 29. oktober 1977) er en litauisk sangerinde, som repræsenterede Litauen ved Eurovision Song Contest 1999, med sangen "Strazdas".